# Robin Campillo
Robin Campillo (Mohammedia, Casablanca-Settat, 16 d'agost de 1962) és un guionista, muntador i director de cinema francès.
Ha dirigit quatre llargmetratges: >La resurrecció dels morts (2004), Eastern Boys (2013), 120 Battements par minute (Gran Premi al 70è Festival Internacional de Cinema de Canes el 2017) i L'Île rouge (2023). Com a guionista, ha destacat per haver coescrit Entre les murs dirigida per Laurent Cantet, pel·lícula que li va valer el César al millor guió adaptat el 2009.

## Biografia

### Joventut i formació
Robin Campillo va néixer el 16 d'agost de 1962 a Mohammedia. Després d'estudiar a Ais de Provença, es va formar a l'Institut des hautes études cinématographiques a principis dels anys 1980 on va conèixer Laurent Cantet. És, al seu torn, muntador, guionista i director.

### Carrera
Amb Laurent Cantet, Robin Campillo va coescriure i muntar les pel·lícules L'Emploi du temps (2001), Vers le sud (2005) o Entre les murs, pel·lícula que va rebre la Palma d'Or del 61è Festival Internacional de Cinema de Canes el 2008.
El 2004, va estrenar el seu primer llargmetratge com a director, La resurrecció dels morts. Aquesta pel·lícula, que inspiraria la sèrie homònima per Canal+, fou presentada a la secció Orizzonti a la 61a Mostra Internacional de Cinema de Venècia.
El 2013, va dirigir el seu segon llargmetratge sota el títol Eastern Boys, de la qual també va escriure el guió i el muntatge. Aquest llargmetratge va ser guardonat amb el premi Orizzonti a la millor pel·lícula a la 70a Mostra Internacional de Cinema de Venècia, després va rebre diversos altres premis en altres festivals internacionals.
El 2016, va coescriure la tercera pel·lícula Planetarium de Rebecca Zlotowski.

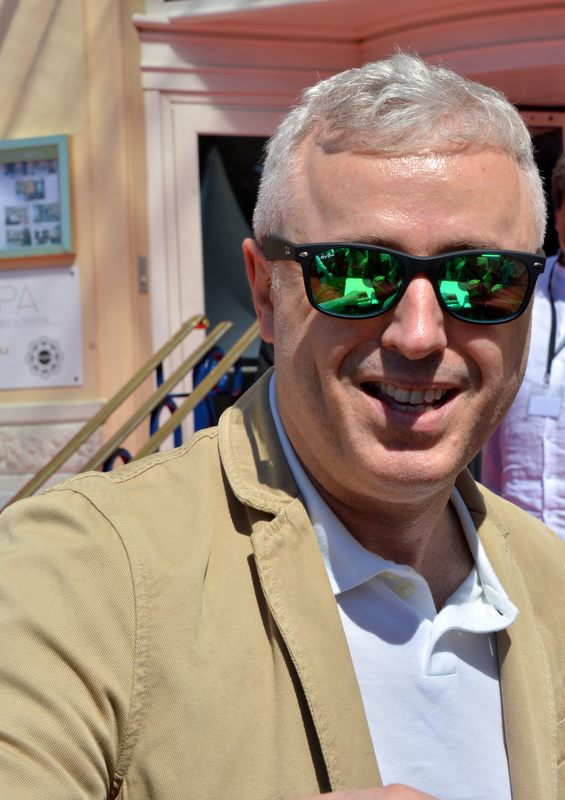
Robin Campillo al Festival de Cinema de Cabourg el 2017.

El seu tercer llargmetratge, 120 Battements par minute, va participar en la secció oficial del 70è Festival Internacional de Cinema de Canes. La pel·lícula va obtenir el Gran Premi i tres altres premis annexos. Va ser la sensació del festival i fou estrenada a França el 23 d'agost de 2017 i ha recollit nombrosos premis com la Queer Palm,  Out d'or per a la creació artística, el premi al millor director al festival Lumière. La pel·lícula va rebre nombrosos premis internacionals i es va vendre a més de 40 països d'arreu del món.
L'any 2019, va ser membre del jurat del 72è Festival Internacional de Cinema de Canes sota la presidència d'Alejandro González Iñárritu. El mateix any, va ser membre del col·lectiu 50/50 que té com a objectiu promoure la igualtat de dones i homes i la diversitat al cinema i l'audiovisual.

## Filmografia

### Director
- 2004 : La resurrecció dels morts
- 2013 : Eastern Boys
- 2017 : 120 Battements par minute
- 2023 : L'Île rouge

### Guionista
- 2001 : L'Emploi du temps de Laurent Cantet
- 2004 : La resurrecció dels morts d'ell mateix
- 2005 : Vers le sud de Laurent Cantet
- 2008 : Entre les murs de Laurent Cantet
- 2013 : Eastern Boys d'ell mateix
- 2016 : Planetarium de Rebecca Zlotowski
- 2017 : 120 Battements par minute d'ell mateix
- 2017 : L'Atelier de Laurent Cantet

### Muntador
- 1997 : Les Sanguinaires (telefilm) de Laurent Cantet
- 1999 : Ressources humaines de Laurent Cantet
- 2001 : L'Emploi du temps de Laurent Cantet
- 2003 : Qui a tué Bambi ? de Gilles Marchand
- 2004 : La resurrecció dels morts d'ell mateix
- 2006 : Vers le sud de Laurent Cantet
- 2008 : Entre les murs de Laurent Cantet
- 2012 : Foxfire de Laurent Cantet
- 2013 : Eastern Boys d'ell mateix
- 2014 : Retour à Ithaque de Laurent Cantet
- 2016 : Planetarium de Rebecca Zlotowski
- 2017 : 120 Battements par minute d'ell mateix
- 2017 : L'Atelier de Laurent Cantet

## Distincions

### Premis
- Césars 2009 : César a la millor adaptació per Entre les murs
- 70a Mostra Internacional de Cinema de Venècia : Premi « Orizzonti » a la millor pel·lícula per Eastern Boys

- Festival 2 Valenciennes 2014 : per Eastern Boys
  - Premi del jurat
  - Menció especial de la crítica

- Festival Internacional de Cinema de Santa Barbara 2014 : millor pel·lícula internacional per Eastern Boys

- 70è Festival Internacional de Cinema de Canes : per 120 Battements par minute
  - Gran Premi
  - Queer Palm
  - Premi François-Chalais
  - Premi Fipresci

- Festival de Cinema de Cabourg 2017 : premi del públic per 120 Battements par minute

- César 2018 : per 120 Battements par minute
  - Millor pel·lícula
  - Millor guió original
  - Millor muntatge

### Nominacions
- 14ns Premis del Cinema Europeu : Millor guió europeu per L'Emploi du temps
- Césars 2009 : millor muntatge per Entre les murs
- Festival Internacional de Cinema de Toronto 2013 : secció « Contemporary World Cinema » per Eastern Boys
- Césars 2015 : millor director per Eastern Boys
- César 2018 : millor director per 120 Battements par minute